# Saint-Avit-le-Pauvre
Saint-Avit-le-Pauvre är en kommun i departementet Creuse i regionen Nouvelle-Aquitaine i de centrala delarna av Frankrike. Kommunen ligger i kantonen Saint-Sulpice-les-Champs som tillhör arrondissementet Aubusson. År 2022 hade Saint-Avit-le-Pauvre 88 invånare.

## Befolkningsutveckling
Antalet invånare i kommunen Saint-Avit-le-Pauvre
Referens:INSEE